# دائم الخضرة

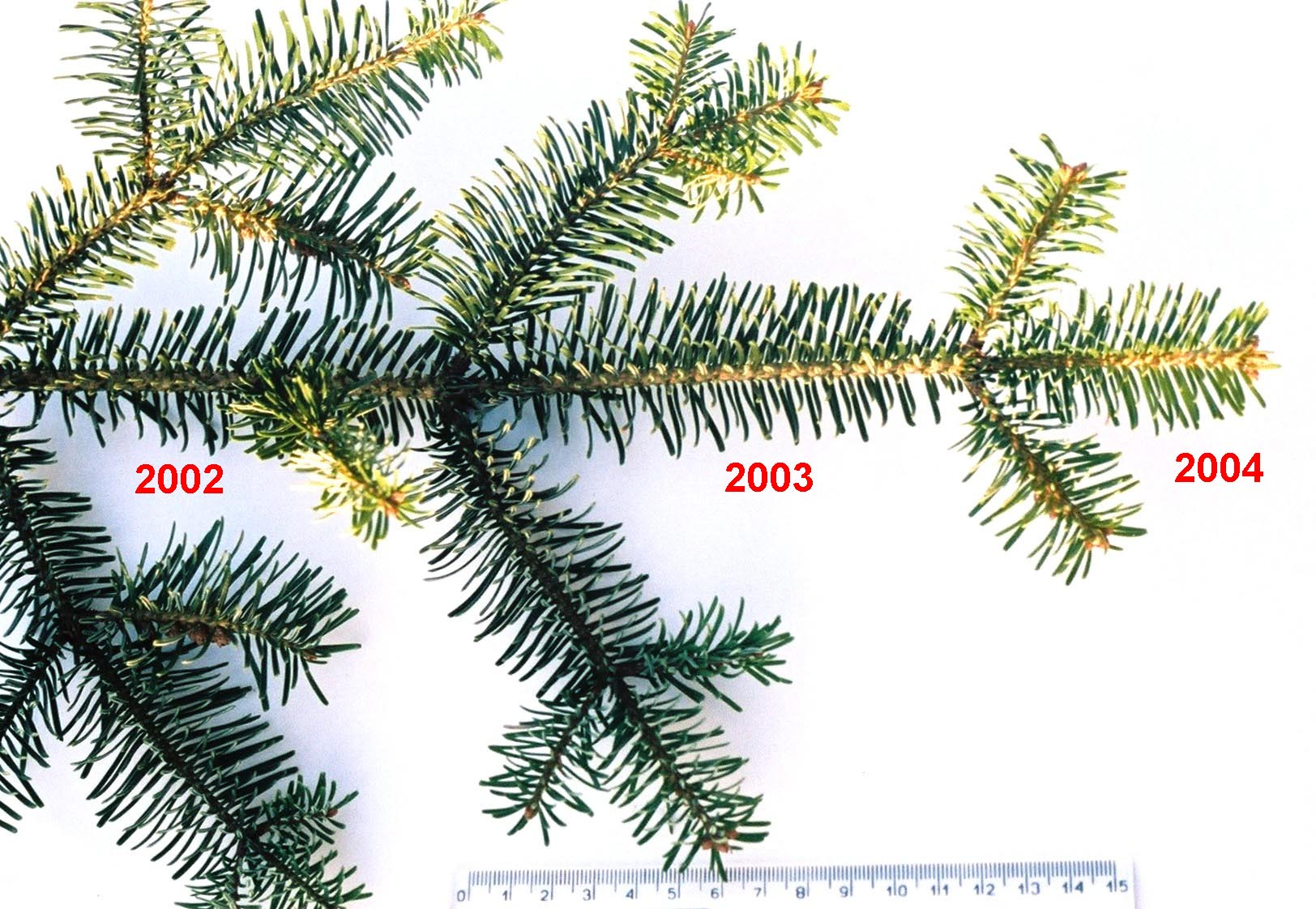
صورة للشوح الأبيض تظهر استمرار اخضرار الأوراق على مدار ثلاث سنوات متتالية.

يشير مصطلح دائم الخضرة أو دائم الاخضرار أو الأبِيد في علم النبات إلى نوع من النباتات تظل أوراقها خضراء على مدار العام، على عكس النباتات النفضية التي تفقد أوراقها بالكامل أثناء فصل الشتاء أو موسم الجفاف.

## أنواع النباتات دائمة الخضرة
هناك العديد من أنواع النباتات دائمة الخضرة من الأشجار والشجيرات، وتشمل ما يلي:
- معظم أنواع المخروطيات، على سبيل المثال: الصنوبر، الأتسوغة، والتنوب الشائك والعفص المطوي)، أما الأرزية فليست دائمة الخضرة
- شجر البلوط الحي، البهشية، وعاريات البذور القديمة مثل السيكاد
- معظم كاسيات البذور التي توجد في المناخ الخالي من الصقيع، مثل شجرة الاوكالبتوس وأشجار الغابات المطيرة
- الحزازيات الذئبية

يتراوح بقاء اخضرار بعض أوراق الشجر الدائم الخضرة من بضعة أشهر إلى عدة عقود (وقد يتجاوز الثلاثين عامًا كما في الصنوبر المعمر).

### فصائل النباتات دائمة الخضرة
| اسم الفصيلة | مثال                   |
| ----------- | ---------------------- |
| أروكارية    | أغاتيس أسترالي         |
| سروية       | سيكويا دائمة الخضرة    |
| صنوبرية     | صنوبر                  |
| معلاقية     | بودوكاربس              |
| طقسوسية     | طقسوس توتي             |
| كياثونية    | شجرة السرخس الأسترالية |
| بهشيات      | هولي                   |
| زانية       | بلوط حي                |
| زيتونية     | مران                   |
| آسية        | الاوكالبتوس            |
| نخلية       | جوزة الهند             |
| غارية       | غار                    |
| ماغنولية    | ماغنوليا كبيرة الأزهار |

ويُعتبر الصنوبر الياباني المظلي فريد من نوعه من حيث يندرج ضمن فصيلة خاصة يُمثل فيها النوع الوحيد.

## الفروق بين الأنواع دائمة الخضرة والنفضية
تتباين الأنواع دائمة الخضرة والنفضية في مجموعة من الصفات الشكلية والوظيفية، حيث تكون أوراق النباتات دائمة الخضرة ذات الأوراق العريضة أكثر سمكًا من النباتات النفضية، كما يزداد فيها حجم الملحمة (النسيج البرانشيمي) والمساحات الهوائية لكل وحدة مساحة، كما تزداد كتلة الورقة الحيوية لكل وحدة مساحة في النباتات دائمة الخضرة.

## أسباب في كون النباتات دائمة الخضرة أو نفضية

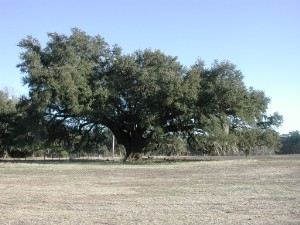
سنديان الجنوب الحي في ولاية كارولينا الجنوبية خلال فصل الشتاء

تتساقط أوراق النباتات النفضية دفعة واحدة كاستجابة للتكيف مع الموسم البارد أو الجاف/الرطب، أما النباتات دائمة الخضرة فإنها تفقد أوراقها تدريجيًا وليس دفعة واحدة، فمعظم الغابات الاستوائية المطيرة والنباتات دائمة الخضرة تستبدل أوراقها تدريجيًا على مدار السنة حيث تشيخ الأوراق وتسقط، وفي حين أن الأنواع الموسمية والتي تنمو في المناخات الجافة قد تكون إما دائمة الخضرة أو نفضية، وغالبية نباتات المناخات المعتدلة الدافئة تكون دائمة الخضرة، على عكس نباتات المناخات المعتدلة الباردة، مع غلبة المخروطيات.